# Валинор
Вълшебно задморско владение на Валарите — символизиращи природни стихии могъщи духове — намиращо се на запад от Средната земя, отвъд Великото море — Белегаер. Първоначално Валинор бил свързан на север със суша към Средна земя — ледената пустош — Хелракасе, но след Войната на Гнева я била унищожена и потопена под морските вълни.
Наричан още Неумиращите земи, Валинор е убежище на Елдарите, поканени от самите Валари да живеят там.
Във Валинор расли Двете Дървета — Бялото дърво — Телперион и Златното дърво — Лаурелин — източник на Светлина, отпреди Слънцето и Луната. Тук били създадени и великите скъпоценни камъни — Силмарилите.
По източните граници на Валинор за защита от първия Мрачен владетел— Моргот — издигнали Валарите планинската верига — Пелори. Единствен прохода на светлината — Калакирия — позволявал тя да бъде премината. Надалеч пред бреговете на Валинор били Сенчестите морета — пустинни и обвити в сянка ,те не можели да бъдат преминати от никого, освен ако не бил поканен от Валарите. Единствено владетелят Еарендил, носещ на челото си Силмарил, заедно със съпругата си — Елвинг, успял да пресече Сенчестите морета с кораба си Вингилот и да пристигне във Валинор.
Към краят на Първата епоха, когато под влияние на лъжите и подтикван към безумие, последния нуменорски крал Ар-Фаразон — Златния, повел огромен флот, за да превземе Валинор.
Тогава се намесил създателят на всичко — Еру Илуватар— той унищожил Нуменор и откъснал завинаги Валинор от Средната земя — плосък дотогава, познатия за хора и елфи свят, станал кръгъл.
Валинор бил вече недостъпен за простосмъртните люде.